# Capacitate termică
Capacitatea termică este o mărime fizică care exprimă o proprietate termodinamică a materiei, fiind definită drept căldura care trebuie furnizată unui sistem termodinamic (intuitiv, un obiect) pentru a produce creșterea cu o unitate a temperaturii sale. Capacitatea termică este o proprietate extensivă. În sistemul internațional de unități unitatea de măsură a capacității termice este J/K (joule pe kelvin).
Proprietatea intensivă corespunzătoare este capacitatea termică masică, care este raportul dintre capacitatea termică a unui obiect și masa sa. În Sistemul internațional de unități unitatea de măsură a capacității termice masice este J/kg K (joule pe kilogram și kelvin).
Se poate defini și o capacitate termică molară ca raport între capacitatea termică și numărul de moli ai substanței măsurate, folosită mai ales în chimie. În Sistemul international de unități, unitatea de măsură este joule pe mol și kelvin (J/mol K).
Capacitatea termică depinde de condițiile în care se face determinarea acesteia. Există două tipuri de capacități termice: capacitatea termică la volum constant, CV, determinată într-un proces izocor și capacitatea termică la presiune constantă, Cp, determinată într-un proces izobar.

## Definiție
Capacitatea termică a unui obiect, notată cu {\displaystyle C}, este limita
{\displaystyle C=\lim _{\Delta T\to 0}{\frac {\Delta Q}{\Delta T}}}
unde {\displaystyle \Delta Q} este căldura care trebuie furnizată obiectului (de masă m) pentru a-i crește temperatura cu {\displaystyle \Delta T}.
Valoarea acestui parametru variază de obicei considerabil în funcție de temperatura inițială {\displaystyle T} a obiectului și de presiunea {\displaystyle p} aplicată acestuia. În particular, de obicei ea variază foarte mult în cazul transformărilor de fază, cum ar fi topirea sau vaporizarea (v. căldură latentă de topire și căldură latentă de vaporizare). Prin urmare, ar trebui considerată o funcție {\displaystyle C(p,T)} de aceste două variabile.

## Variația cu temperatura și presiunea

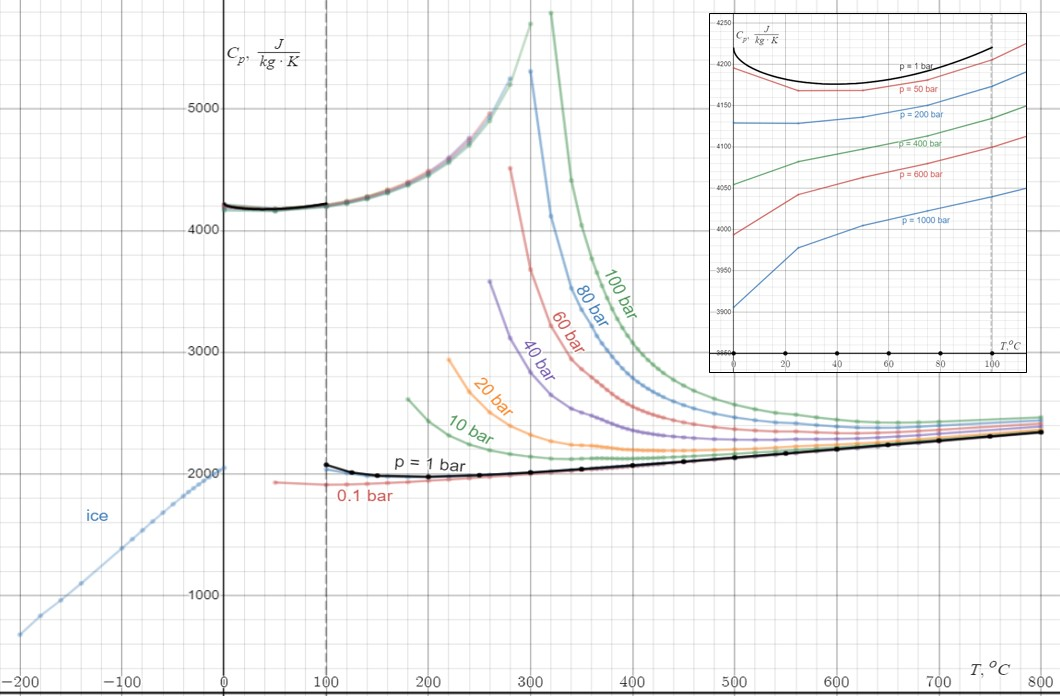
Capacitatea termică masică a apei

Variația capacității termice poate fi ignorată în contexte când se lucrează cu obiecte în intervale mici de temperatură și presiune. De exemplu, capacitatea termică a unui bloc de fier cântărind 0,5 kg este de aproximativ 225 J/K atunci când este măsurată de la o temperatură de pornire T = 25 °C și o presiune de p = 1 atm. Această valoare aproximativă este adecvată pentru temperaturi cuprinse între 15 °C și 35 °C și la presiuni de la 0 la 10 bar, deoarece valoarea exactă variază foarte puțin în acele intervale. Se poate avea încredere că același aport de căldură de 225 J va crește temperatura blocului de la 15 °C la 16 °C, sau de la 34 °C la 35 °C, cu o eroare neglijabilă.

## Capacități termice ale unui sistem omogen în diferite procese termodinamice

### La presiune constantă,δQ=dU+pdV
La presiune constantă căldura furnizată sistemului contribuie atât la lucrul mecanic efectuat, cât și la modificarea energiei interne, conform principiului întâi al termodinamicii. Capacitatea termică se notează {\displaystyle C_{p}} și este definită drept:
{\displaystyle C_{p}={\frac {\delta Q}{dT}}{\Biggr |}_{p={\text{const}}}}
Din principiul întâi al termodinamicii: {\displaystyle \delta Q=dU+pdV} iar energia internă în funcție de {\displaystyle p} și {\displaystyle T} este:
{\displaystyle \delta Q=\left({\frac {\partial U}{\partial T}}\right)_{p}dT+\left({\frac {\partial U}{\partial p}}\right)_{T}dp+p\left[\left({\frac {\partial V}{\partial T}}\right)_{p}dT+\left({\frac {\partial V}{\partial p}}\right)_{T}dp\right]}
La presiune constantă {\displaystyle (dp=0)} ecuația se simplifică la:
{\displaystyle C_{p}={\frac {\delta Q}{dT}}{\Biggr |}_{p={\text{const}}}=\left({\frac {\partial U}{\partial T}}\right)_{p}+p\left({\frac {\partial V}{\partial T}}\right)_{p}=\left({\frac {\partial H}{\partial T}}\right)_{p}}
unde egalitatea finală rezultă din relațiile Maxwell corespunzătoare și este folosită în mod obișnuit ca definiție a capacității termice la presiune constantă.

### La volum constant,dV= 0,δQ=dU
Un sistem care trece printr-un proces la volum constant implică faptul că nu se efectuează destinderi, deci căldura furnizată contribuie doar la modificarea energiei interne a sistemului. Capacitatea termică obținută în acest fel se notează {\displaystyle C_{V}.} Valoarea lui {\displaystyle C_{V}} este întotdeauna mai mică decât valoarea lui {\displaystyle C_{p}\ (C_{V}<C_{p}).}
Exprimând energia internă în funcție de variabilele {\displaystyle T} și {\displaystyle V} se obține:
{\displaystyle \delta Q=\left({\frac {\partial U}{\partial T}}\right)_{V}dT+\left({\frac {\partial U}{\partial V}}\right)_{T}dV+pdV}
La volum constant ({\displaystyle dV=0}) capacitatea termică este:
{\displaystyle C_{V}={\frac {\delta Q}{dT}}{\Biggr |}_{V={\text{const}}}=\left({\frac {\partial U}{\partial T}}\right)_{V}}
Prin urmare relația dintre {\displaystyle C_{V}} și {\displaystyle C_{p}} este:
{\displaystyle C_{p}=C_{V}+\left(\left({\frac {\partial U}{\partial V}}\right)_{T}+p\right)\left({\frac {\partial V}{\partial T}}\right)_{p}}

#### CalcululCpșiCVla gazul ideal
Fie relația lui Mayer:
{\displaystyle C_{p}-C_{V}=nR}
și
{\displaystyle C_{p}/C_{V}=\gamma ,}
unde {\displaystyle n} este numărul de moli de gaz,
{\displaystyle R} este constanta universală a gazului ideal,
{\displaystyle \gamma } este coeficientul de transformare adiabatică al gazului.
Folosind cele două relații de mai sus, căldurile la volum, respectiv la presiune constantă pot fi deduse după cum urmează:
{\displaystyle C_{V}={\frac {nR}{\gamma -1}},}
{\displaystyle C_{p}=\gamma {\frac {nR}{\gamma -1}}.}
Din teorema echipartiției⁠(d) energiei se deduce că un gaz ideal are capacitatea termică la volum constant.
{\displaystyle C_{V}=nR{\frac {N_{f}}{2}}=nR{\frac {3+N_{i}}{2}}}
inde {\displaystyle N_{f}} este numărul de grade de libertate ale fiecărei particule individuale din gaz, iar {\displaystyle N_{i}=N_{f}-3} este numărul de grade interne de libertate, unde numărul 3 provine din cele trei grade de libertate de translație (pentru un gaz în spațiul tridimensional). Aceasta înseamnă că un gaz ideal monoatomic (cu zero grade interne de libertate) va avea capacitatea termică la volum constant {\displaystyle C_{V}={\frac {3nR}{2}}.}

### La temperatură constantă
La temperatură constantă nu există nicio modificare a energiei interne.Pe tot parcursul procesului căldura furnizată este transformată complet în lucru mecanic, prin urmare ar fi necesară o cantitate infinită de căldură pentru a crește temperatura sistemului cu o unitate de temperatură. Rezultă o capacitate termică infinită (nedefinită) a sistemului.

#### La transformări de faze
Capacitatea termică a unui sistem aflat într-o transformare de fază este și ea infinită, deoarece căldura este utilizată pentru a schimba starea de agregare a substanței, care are loc la temperatură constantă. Transformarea de fază continuă cât timp mai există faza netransformată încă.

## Măsurare
În principiu capacitatea termică se măsoară cu calorimetrul, folosind, de exemplu, metoda sugerată de definiția sa: se începe cu obiectul la o temperatură uniformă cunoscută, se adaugă o cantitate cunoscută de energie termică, se așteaptă ca temperatura acestuia să devină uniformă și se măsoară modificarea temperaturii sale. Această metodă poate da valori moderat de precise pentru multe solide; cu toate acestea, nu poate oferi măsurători foarte precise, în special pentru gaze.
O metodă mai practică este cea prin comparație cu capacitatea termică a apei. Corpul solid este încălzit într-o baie de apă temperatura t1 și apoi transferat într-un calorimetru adiabatic care conține o cantitate ma de apă la temperatura t2 (uzual la temperatura camerei). Se așteaptă stabilizarea, la care temperatura finală este tf. Din egalitatea căldurii cedată de corpul măsurat și a celei primite de calorimetru și apă:
{\displaystyle C(t_{1}-t_{\text{f}})=(K+m_{a}c_{a})(t_{\text{f}}-t_{2})}
se calculează capacitatea termică pe intervalul [t1, tf] a corpului:
{\displaystyle C=(K+m_{a}c_{a}){\frac {t_{\text{f}}-t_{2}}{t_{1}-t_{\text{f}}}}}
unde K este constanta calorimetrului, în J/K, iar ca este capacitatea termică masică a apei pe intervalul [t2, tf], cunoscute.
Capacitatea termică (reală) este panta capacității termice pe interval.
Capacitatea termică masică a materialului corpului măsurat este raportul dintre capacitatea termică determinată a corpului și masa sa. Capacitatea termică molară a materialului corpului măsurat este raportul dintre capacitatea termică determinată a corpului și numărul său de moli.
Măsurarea precisă nu este ușoară, motiv pentru care CODATA furnizează valori ale capacității termice masice, valori care se găsesc în literatura de specialitate.

## Unități
Unitatea din sistemul internațional de unități (SI) pentru capacitatea de căldură a unui obiect este joule pe kelvin (J/K sau J⋅K−1). Deoarece o creștere a temperaturii de 1 °C este aceeași cu o creștere de un kelvin, este aceeași unitate cu J/°C.
Capacitatea termică a unui obiect este raportul dintre o cantitate de energie și o diferență de temperatură, care are dimensiunea
L2⋅M⋅T−2⋅Θ−1. Ca urmare, unitatea din SI J/K este echivalentă cu kilogram metru pătrat pe secundă pătrată și kelvin (kg⋅m2/s2⋅K = kg⋅m2⋅s−2⋅K−1 ).
Pentru mărimile intensive, unitățile se obțin ca raport între unitatea extensivă și kg, respectiv mol.